# NFE2L2
Nuclear factor erythroid 2-related factor 2 (NRF2), també conegut com a Nuclear factor erythroid-derived 2-like 2, és un factor de transcripció que en humans està codificat pel gen NFE2L2. Nrf2 juga un paper central en la resposta a l'estrès oxidatiu. És una proteïna bàsica amb cremallera de leucina (bZIP) que pot regular l'expressió de proteïnes antioxidants que protegeixen contra el dany oxidatiu desencadenat per lesions i inflamacions.